# Козлов, Михаил Сергеевич (политик)
Михаи́л Серге́евич Козло́в (род. 27 октября 1951, Печора Коми АССР) — российский государственный деятель, и.о главы администрации Алтайского края с 7 августа по 25 августа 2005 года.
На этот пост был назначен Президентом РФ Владимиром Путиным, после того, как 7 августа того же года в автомобильной катастрофе погиб губернатор Михаил Евдокимов.

## Биография
Михаил Козлов родился 27 октября 1951 года в городе Печора Коми АССР. Окончил Томский институт радиоэлектроники и электронной техники по специальности «промышленная электроника» в 1973 году, Академию народного хозяйства при Правительстве РФ в 1992 году.
В 1973 году работал дежурным электриком на заводе «Азовсталь». В 1974 году Михаил Козлов переехал в город Кызыл Тувинской АССР. В разное время работал начальником АТС, главным инженером Кызылского городского узла связи. В течение двух лет до 1982 года работал инструктором в Совете Министров Тувинской АССР.
С 1982 по 1984 год — ведущий инженер в Госкомитете СССР по телевидению и радиовещанию. Занимал руководящие должности в Госплане, Верховном Совете, Верховном Хурале Тувинской АССР.
С 1997 по 1998 год работал в Госкомитете РФ по вопросам развития Севера.
С 1998 по 1999 год являлся заместителем начальника Управления территориальных органов Министерства региональной политики РФ.
В 2000 году Михаил Козлов исполнял обязанности полномочного представителя Президента РФ в Республике Тыва, с августа 2000 года по декабрь 2001 года был главным федеральным инспектором в Республике Хакасия.
С декабря 2001 года по ноябрь 2002 года являлся начальником управления делами, с ноября 2002 года по октябрь 2003 года — советником Председателя Совета Федерации Сергея Миронова.
С 2003 по 2005 год работал в Счетной палате РФ.
5 мая 2005 года назначен заместителем главы администрации Алтайского края — Михаила Евдокимова, а после его гибели с 10 августа по 25 августа 2005 года исполнял обязанности губернатора края.
В 2006—2008 годах Михаил Сергеевич занимал должность вице-премьера Республики Алтай — полномочного представителя региона в Москве.
С 2012 года по настоящее время занимает пост первого заместителя Председателя Правительства Республики Тыва Шолбана Кара-оола
Действительный государственный советник Российской Федерации 1 класса (2002).